# Diocèse de Vitebsk
Le diocèse de Vitebsk (en latin: Dioecesis Vitebscensis) est un diocèse catholique de Biélorussie de rite latin de la province ecclésiastique de Minsk-Moguilev dont le siège est situé à Vitebsk, dans le voblast de Vitebsk. L'évêque actuel est Aleh Butkevich, depuis 2013. 

## Histoire
Le diocèse de Vitebsk a été érigé à partir de l'archidiocèse de Minsk-Moguilev le 13 octobre 1999.

## Évêques
- Władisław Blin, nommé le 13 octobre 1999 jusqu'à sa démission le 25 février 2013,
- Aleh Butkevich, depuis le 29 novembre 2013.